# 团星村
团星村，是中华人民共和国广东省广州市从化区街口街道所辖的一个行政村。村委会设在西元里，位于街口街道约1.5千米处。1958年人民公社化时成立团星大队，原属街口公社，后划归城郊公社。1983年12月与城南大队合并，改称附城乡。1987年1月分出改称村，属街口镇管辖。辖9条自然村（西宁里、西元里、黎塘、八份、松柏堂、禾顺巷、花厅楼、肖门楼、新村）。1998年时，全村共有422户，人口1611人。